# Premio Nacional de Arquitectura de Colombia
El Premio Nacional de Arquitectura de Colombia es otorgado por la Sociedad Colombiana de Arquitectos, en el encuentro de la Bienal Colombiana de Arquitectura y Urbanismo, creada en 1962.

## Premios Nacionales de Arquitectura
| Año  | Ganador(es)                                                                    | Obra(s) destacada(s)                                               | Ubicación           | Imagen |
| ---- | ------------------------------------------------------------------------------ | ------------------------------------------------------------------ | ------------------- | ------ |
| 1962 | Firma Cuéllar Serrano Gómez (CuSeGo)                                           | Edificio Ecopetrol                                                 | Bogotá              |        |
| 1966 | Obregón y Valenzuela + Pizano, Pradilla y Caro.                                | Conjunto Bavaria                                                   | Bogotá              |        |
| 1968 | Universidad de Antioquia                                                       | Ciudad Universitaria de Medellín                                   | Medellín            |        |
| 1970 | Esguerra, Sáenz y Samper                                                       | Museo del Oro                                                      | Bogotá              |        |
| 1971 | Hernán Herrera Mendoza + Mario Pinilla                                         | Colegio CAFAM                                                      | Bogotá              |        |
| 1972 | Jaime Cruz + Germán Samper + Otros Arquitectos                                 | Ciudad Universitaria                                               | Cali                |        |
| 1974 | Eugenia Mantilla de Cardoso                                                    | Auditorio León de Greiff                                           | Bogotá              |        |
| 1976 | Rogelio Salmona                                                                | Residencias el Parque                                              | Bogotá              |        |
| 1983 | Laureano Forero                                                                | Centro Comercial Almacentro                                        | Medellín            |        |
| 1986 | Rogelio Salmona                                                                | Casa de Huéspedes Ilustres y Restauración del Fuerte de Manzanillo | Cartagena de Indias |        |
| 1988 | Rogelio Salmona                                                                | Museo Quimbaya                                                     | Armenia             |        |
| 1990 | Rogelio Salmona + Pedro Alberto Mejía + Jaime Vélez Díaz y Raúl H. Ortiz H.    | Edificio FES                                                       | Cali                |        |
| 1992 | Silvia Arango                                                                  | Libro "Historia de la Arquitectura en Colombia"                    | -                   |        |
| 1994 | Fernando Rodríguez Bonilla + Mario Daniel Motta Beltrán                        | Centro Urbano Recreativo (CUR) Compensar, etapa 1                  | Bogotá              |        |
| 1996 | Alejandro Echeverri + Juan B. Echeverri                                        | Casa posada                                                        | Medellín            |        |
| 1996 | Ernesto Jiménez Lozada + Tatiana Meléndez Riveros                              | Edificio Avenida 82                                                | Bogotá              |        |
| 2000 | Juan Felipe Uribe de Bedout + Mauricio Gaviria + Hector Mejía                  | Templo de Las Cenizas y Crematorio                                 | Medellín            |        |
| 2002 | Jaime Beltrán                                                                  | Graderías U. de San Buenaventura                                   | Cali                |        |
| 2004 | Simón Hosie Samper                                                             | Casa del Pueblo- Biblioteca pública de Guanacas                    | Inzá                |        |
| 2006 | Enrique Triana Uribe + Juan Carlos Rojas Iragorri                              | Museo de Arte del Banco de la República                            | Bogotá              |        |
| 2008 | Christian Binkele                                                              | Cenizario del Gimnasio Moderno                                     | Bogotá              |        |
| 2010 | Obranegra Arquitectos .Carlos Pardo Botero, Nicolás Vélez y Mauricio Zuluaga.  | Colegio Antonio Derka                                              | Medellín            |        |
| 2012 | Mazzanti Arquitectos + plan:b Arquitectos. Giancarlo Mazzanti + Felipe Mesa    | Institución Educativa Flor del Campo                               | Cartagena de Indias |        |
| 2014 | Mauricio Valencia, Farhid Maya de Taller Síntesis, Diana Herrera y Lucas Serna | Parque Educativo Saberes Ancestrales                               | Vigía del Fuerte    |        |
| 2017 | ALH Taller, Santiago Arango y Camilo Arango                                    | Edificio Matorral                                                  | Medellín            |        |
| 2019 | El Taller de (S). Santiago Pradilla y Sebastián Serna                          | Pasajes residenciales                                              | Bogotá              |        |